# Letteguives
Letteguives ist eine französische Gemeinde mit 208 Einwohnern (Stand: 1. Januar 2022) im Département Eure in der Region Normandie (vor 2016 Haute-Normandie). Sie gehört zum Arrondissement Les Andelys und zum Kanton Romilly-sur-Andelle. Die Einwohner werden Letteguiviens genannt.

## Geographie
Letteguives liegt etwa 22 Kilometer ostsüdöstlich von Rouen. Umgeben wird Letteguives von den Nachbargemeinden Auzouville-sur-Ry im Nordwesten und Norden, Perruel im Nordosten und Osten, Perriers-sur-Andelle im Osten und Südosten, Renneville im Süden sowie Fresne-le-Plan im Südwesten und Westen.

## Bevölkerungsentwicklung
| Jahr                       | 1962 | 1968 | 1975 | 1982 | 1990 | 1999 | 2006 | 2019 |
| Einwohner                  | 117  | 133  | 110  | 164  | 187  | 184  | 195  | 207  |
| Quellen: Cassini und INSEE |      |      |      |      |      |      |      |      |

## Sehenswürdigkeiten
- Kirche Saint-Martin aus dem 12. Jahrhundert
- Schloss Letteguives, 1850 erbaut
- Schloss Boscoursel, 1711 erbaut